# Basilika San Isidoro

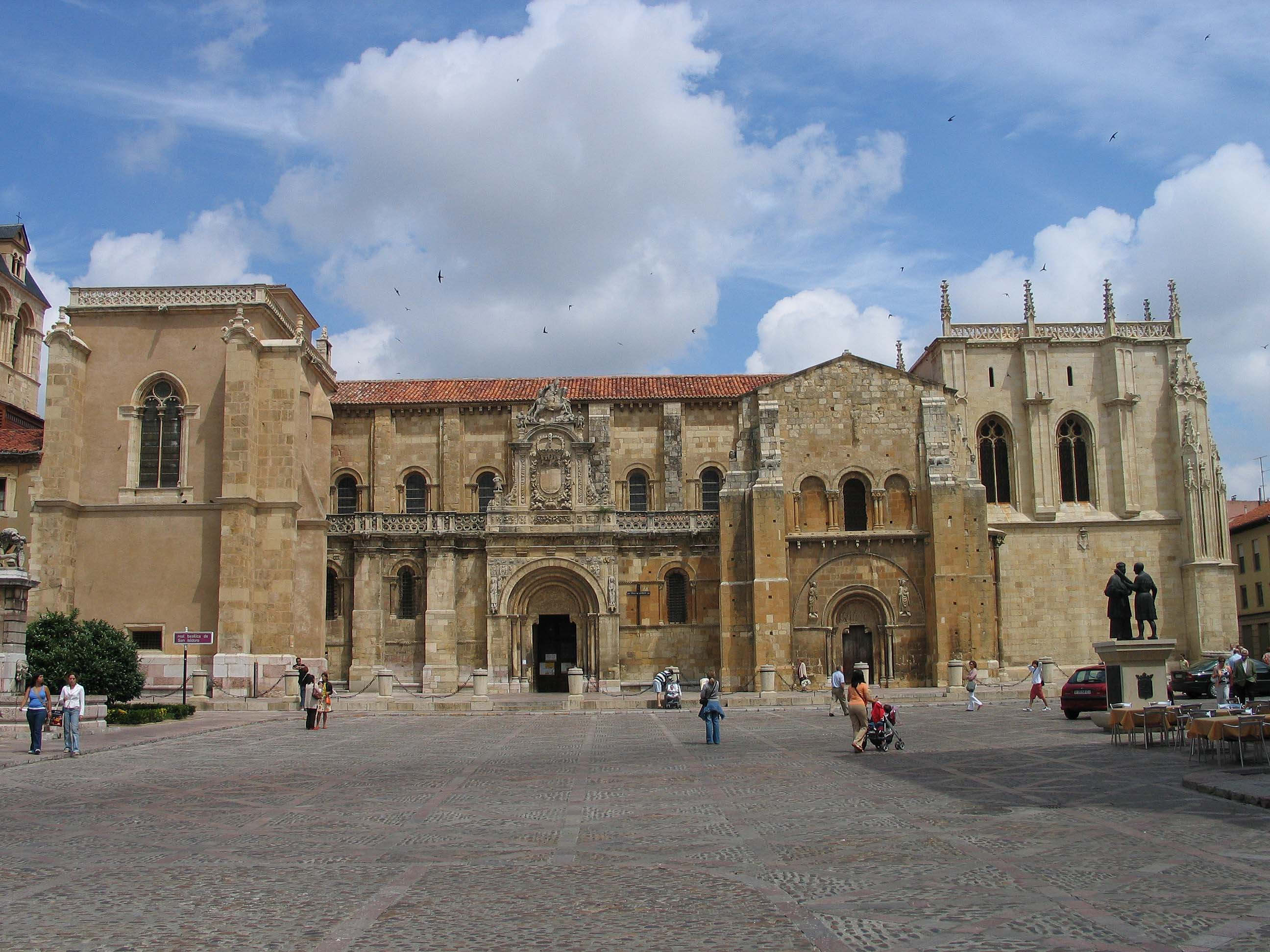
Basilika San Isidoro

Die Real Basilica De San Isidoro ist eine Kirche in León. Sie wurde vom 10. bis zum 12. Jahrhundert erbaut und gilt als ein Meisterwerk romanischer Baukunst.

## Beschreibung

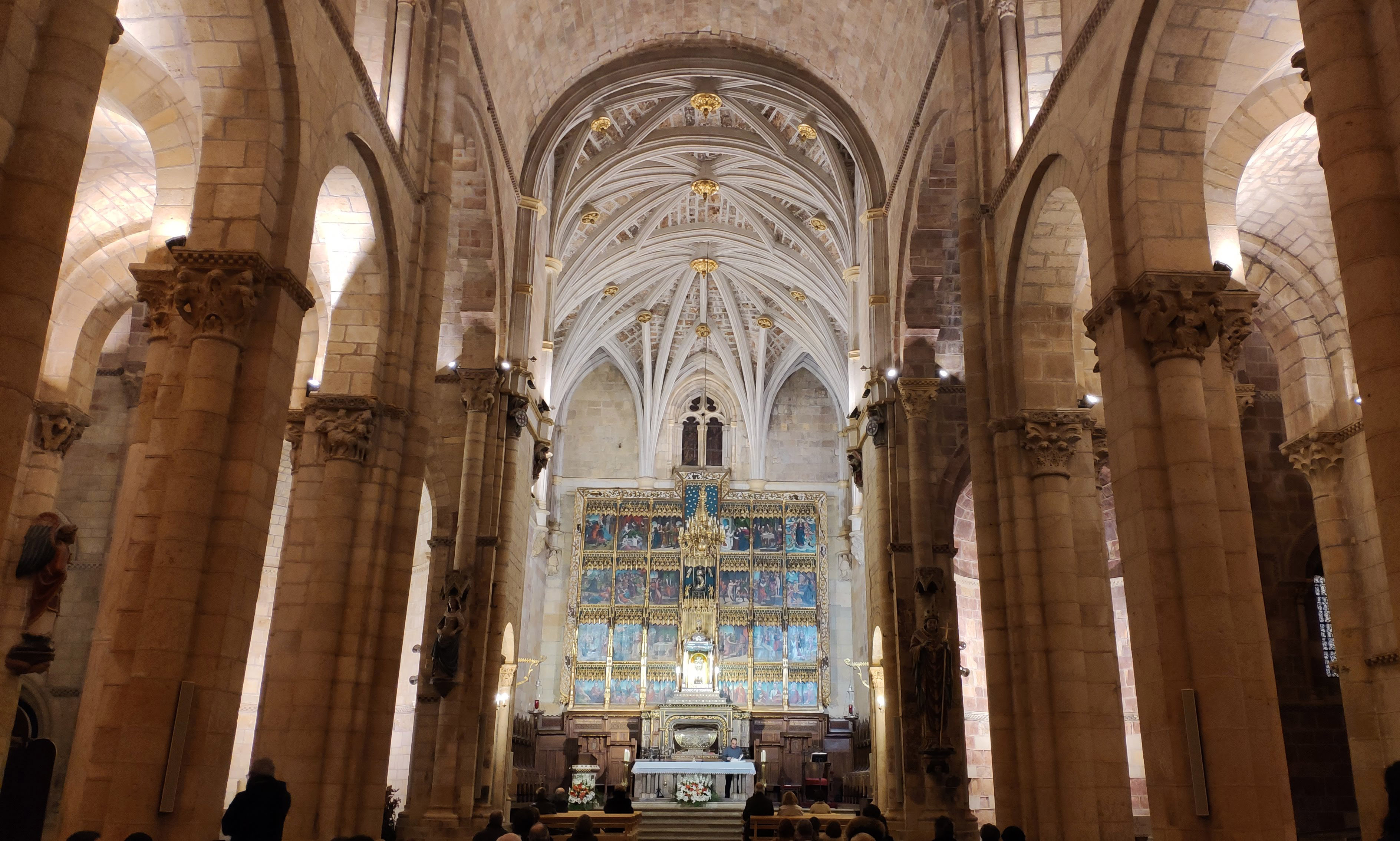
Basilika San Isidoro

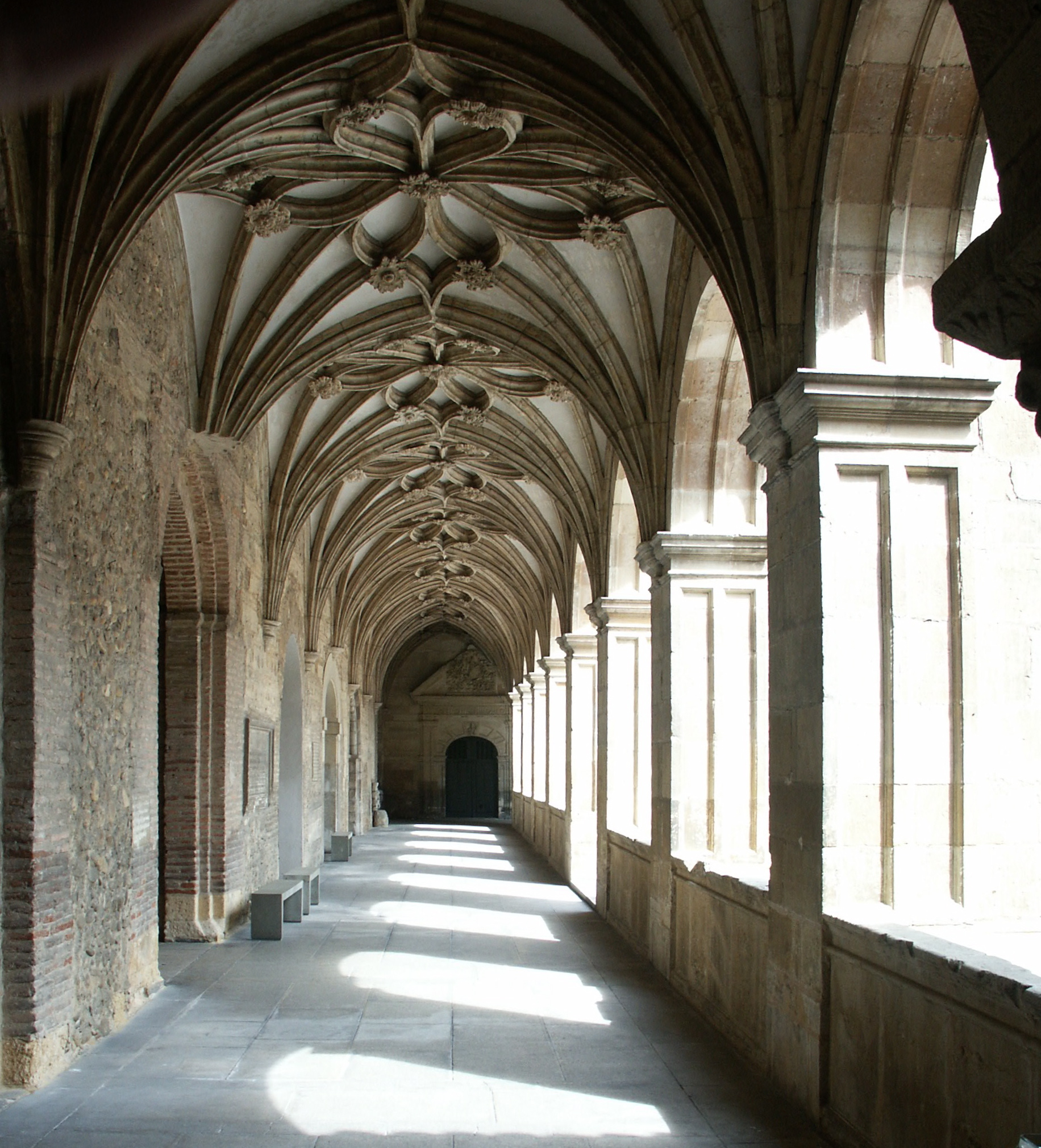
Kreuzgang der Basilika San Isodoro in Léon

Das Nationalheiligtum ist seit 1063 Grabstätte des Heiligen Isidor von Sevilla, im 7. Jahrhundert Erzbischof von Sevilla und wichtigster westgotischer Kirchenlehrer. Wegen der einmaligen Deckenmalereien wird der Panteón real, die königliche Grabkammer, auch „sixtinische Kapelle der Romanik“ genannt. Die in Ausführung und Zustand beispiellosen Malereien geben einen plastischen Einblick in die Bilder- und Alltagswelt des 12. Jahrhunderts. In großer Farbenpracht zeigen sich biblische und alltägliche Szenen, wie etwa eine Serie von Monatsbildern. Im Kirchenmuseum sind kostbare Stücke der Schatzkammer ausgestellt, etwa der Reliquienschrein des Heiligen Isidor aus dem 11. Jahrhundert.

## Kelch der Doña Urraca

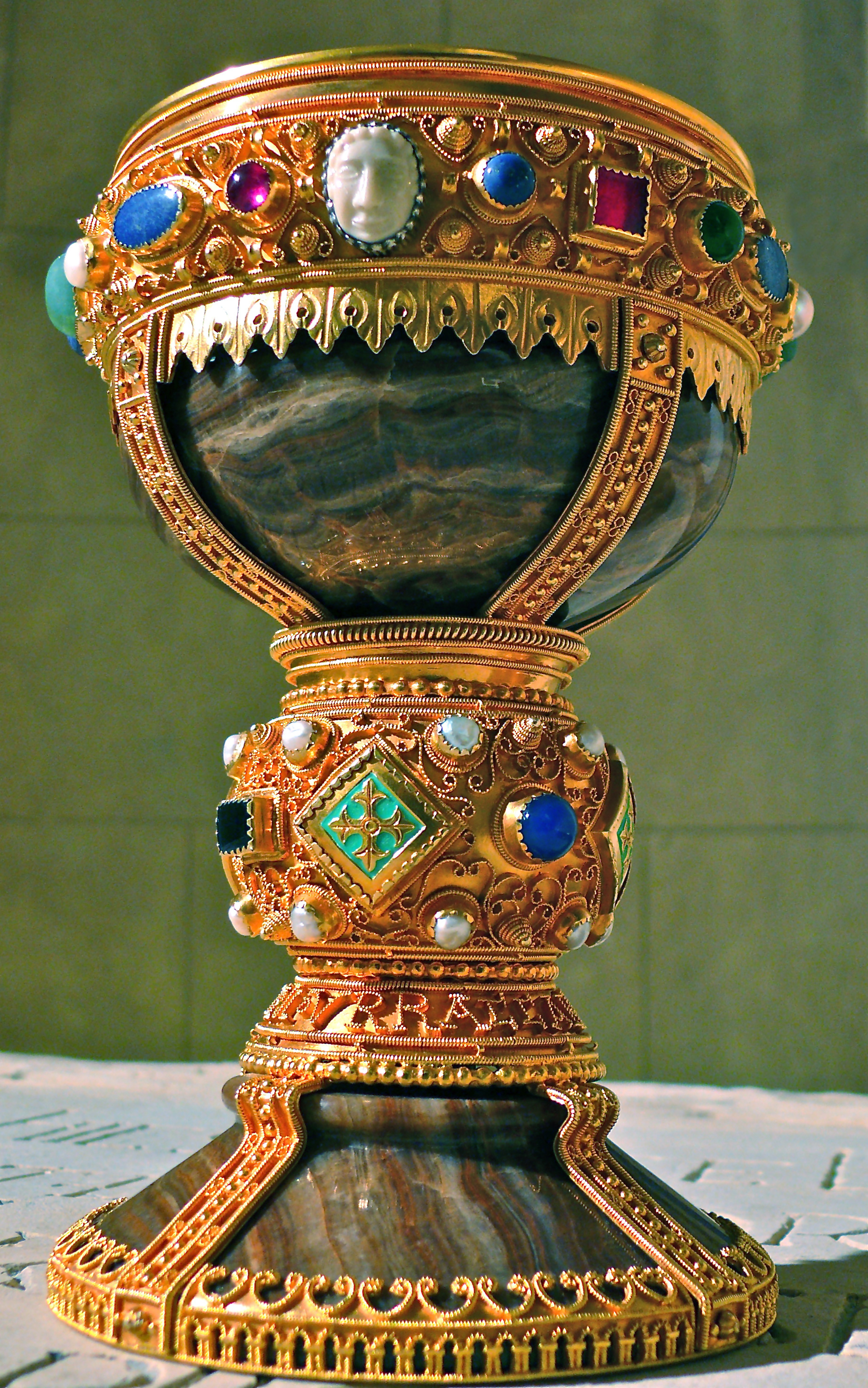
Replik des Kelchs der Doña Urraca

Im März 2014 veröffentlichten der Kunsthistoriker Jose Manuel Ortega del Rio und die Historikerin Margarita Torres ein Buch. Darin wird die Theorie aufgestellt, der obere Teil des ebenfalls im Museum ausgestellten Achatkelches aus dem 11. Jahrhundert der Doña Urraca, der ältesten Tochter des Königs Ferdinand I. von León-Kastilien, sei ursprünglich die Schale gewesen, aus der Jesus von Nazaret bei seinem letzten Abendmahl getrunken habe; der Kelch sei somit als der Heilige Gral anzusehen. Der Kirchenhistoriker Diarmaid MacCulloch kritisierte diese These als „idiotisch“. Archäologen haben darauf hingewiesen, dass allein in Europa rund 200 Objekte um den Titel des Abendmahlkelches „wetteifern“.
Der auf die Veröffentlichung des erwähnten Buches folgende Besucheransturm sprengte den Rahmen des Museums. Daher entschied dessen Leitung bereits nach wenigen Tagen, den Kelch vorerst nicht mehr zu zeigen, bis für die Präsentation ein besser geeigneter Ort gefunden sei. Inzwischen befindet sich der Kelch in einem Raum im Obergeschoss des Museums und kann dort im Rahmen einer Führung besichtigt werden.